# سانتا كريستينا دي أرو
بلدية سانتا كريستينا دي أرو (بالإسبانية: Santa Cristina de Aro) هي بلدية تقع في مقاطعة جرندة التابعة لمنطقة كتالونيا شمال شرق إسبانيا.

## الديموغرافيا
بلغ عدد سكان بلدية سانتا كريستينا دي أرو 5.066 نسمة عام 2011 (وفقاً للمعهد الوطني الإسباني للإحصاء).
| 2.443 | 2.730 | 3.206 | 3.983 | 4.547 | 5.017 | 5.066 |